# Schönebecker Straße 40

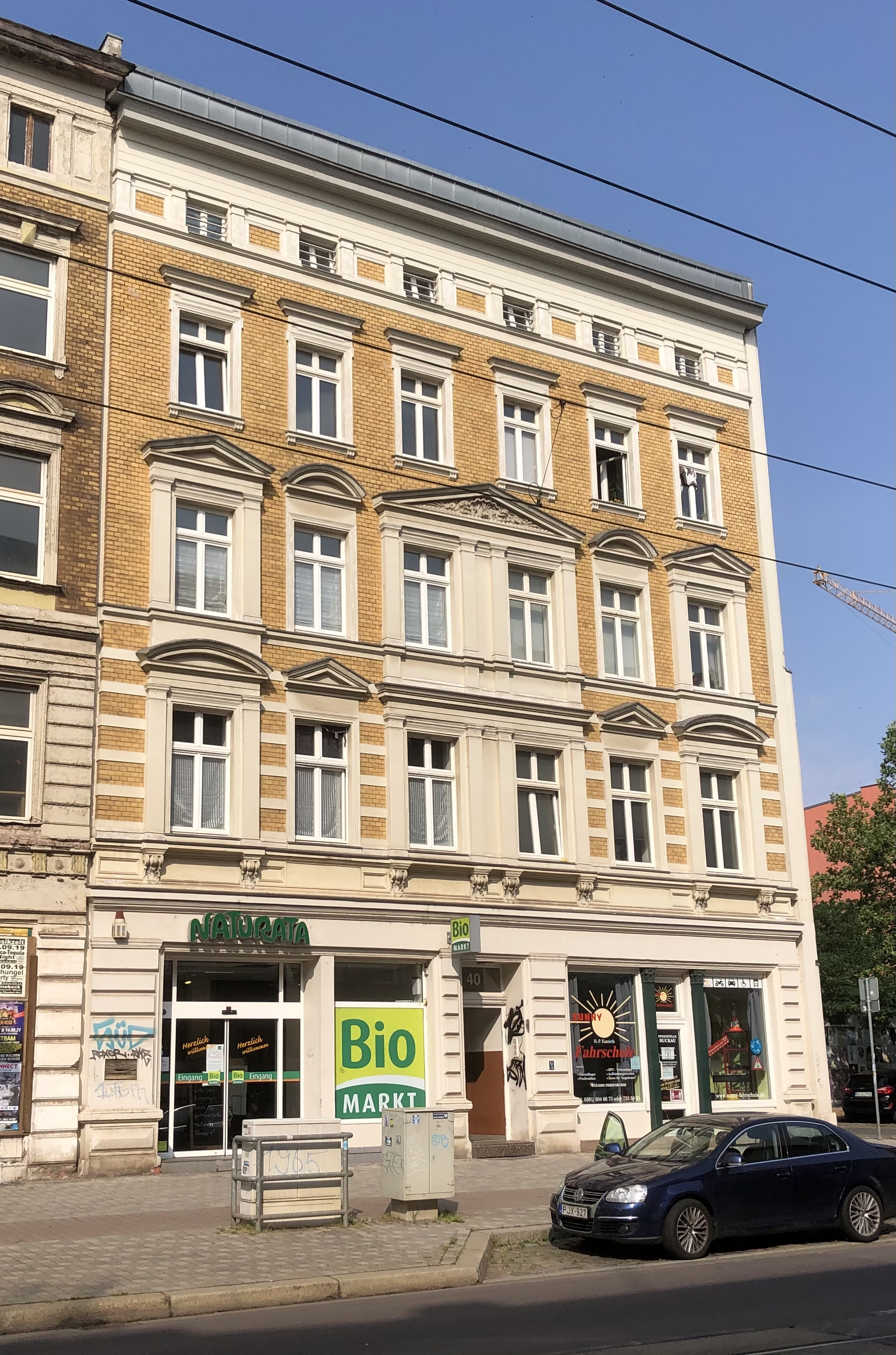
Schönebecker Straße 40 im Jahr 2021

Schönebecker Straße 40 ist ein denkmalgeschütztes Wohn- und Geschäftshaus in Magdeburg in Sachsen-Anhalt.

## Lage
Es befindet sich auf der Westseite der Schönebecker Straße im Magdeburger Stadtteil Buckau. Südlich grenzt das gleichfalls denkmalgeschützte Haus Schönebecker Straße 41 an. Nördlich verläuft die Köthener Straße und erstreckt sich der Thiemplatz als zentraler Platz Buckaus.

## Architektur und Geschichte
Das viergeschossige verputzte Haus wurde in der Zeit zwischen 1880 und 1890 in Ziegelbauweise errichtet. Der gründerzeitliche Bau verfügt über ein Mezzaningeschoss. Die sechsachsige Fassade ist repräsentativ im Stil der Neorenaissance gestaltet. Am Erdgeschoss befindet sich eine Rustizierung, darüber hinaus sind dort zwei Ladengeschäfte eingefügt. An den oberen Geschossen befinden sich von Pilastern gerahmte Fensterädikulä.
Im örtlichen Denkmalverzeichnis ist das Wohn- und Geschäftshaus unter der Erfassungsnummer 094 17865 als Baudenkmal verzeichnet.
Das Haus gilt als Bestandteil eines gründerzeitlichen Straßenzugs als städtebaulich bedeutsam und prägt das Ortszentrum von Buckau.